# Trachyphyllum carinatum
Trachyphyllum carinatum là một loài Rêu trong họ Pterigynandraceae. Loài này được Dixon miêu tả khoa học đầu tiên năm 1932.